# Batman: The Animated Series
Batman: A Série Animada ou O Novo Batman no Brasil ou Batman em Portugal chamada em inglês de Batman: The Animated Series (muitas vezes abreviado Batman: TAS), é uma série de animação baseada no super-herói da DC Comics Batman. Foi aclamada pela crítica: venceu quatro prêmios Emmy, indicado por seis pessoas.  É conhecida por ser a primeira a se passar no que se convencionou chamar DC Animated Universe, ou Universo Animado DC. Foi produzido pela Warner Bros. Animation.
O estilo visual da série é baseado no trabalho artístico do produtor Bruce Timm. A série original foi exibida na FOX americana a partir de 5 de setembro de 1992, encerrando-se em 15 de setembro de 1995. Timm, Alan Burnett e Eric Radomski tiveram a incumbência de desenvolver e produzir a série de animação juntamente com a equipe de roteiristas - geralmente o mais citado é Paul Dini - e escritores. Quando a primeira temporada da série foi exibida, não havia sido colocado "propositalmente" o título na tela, mas oficialmente a série foi chamada de Batman: The Animated Series, seguindo os nomes usados nos anúncios promocionais.
Ao longo dos últimos capítulos, a série foi renomeada para As Aventuras de Batman e Robin (no original The Adventures of Batman and Robin). Vale notar que o título As aventuras de Batman e Robin foi originalmente usado nos desenhos animados entre 1969 e 1970, criado pela Filmation e que foram ao ar na CBS.
O sucesso da série original atingiu grandes proporções, levando a que fossem criadas outras baseadas nos conceitos estabelecidos dessa primeira série. De 1997 a 1999 surgiu a série The New Batman Adventures, também conhecido como Batman: Gotham Knights, com a ampliação do elenco de heróis: foram incluídos Batgirl e Asa Noturna, além de um novo Robin. Os episódios foram exibidos juntamente com novos capítulos de Superman: The Animated Series, conhecido em português como As Novas Aventuras de Batman e Superman (The New Batman/Superman Adventures). Algumas vezes, os enredos dos episódios de As Novas Aventuras de Batman foram combinados com os de Batman: The Animated Series usando-se a mesma sequência introdutória. Isso levou a que muitas fontes listassem essas séries como sendo uma única, quando são duas.
Durante anos, o departamento de animação da Warner Bros foi reconhecido apenas pelos desenhos dos Looney Tunes e de seus derivados, tais como a série Tiny Toon Adventures. A série do Batman, que foi a primeira tentativa de se fazer um grande desenho animado, conseguiria um sucesso inesperado e levou a que se fossem iniciadas outras adaptações animadas de personagens da DC Comics.

## Formato
A série original foi parcialmente inspirada nos quadrinhos de autoria de Frank Miller, principalmente Batman: The Dark Knight Returns, e nos filmes de Tim Burton: Batman e Batman Returns. Animação também recebeu influência dos curtas animados do Superman, produzidos pela Fleischer Studios nos anos de 1940. Timm e Radomski conceberam a série mantendo uma ambientação próxima a dada por Tim Burton, a qual era definida por eles como de "transcendental atemporalidade". Foram incorporados efeitos visuais como as modas do vestuário em preto-e-branco e estilo dos anos de 1940, inclusive o do Batmóvel, dirigíveis policiais, cores em tom sombrio ao estilo dos filme noir. A série inicialmente usou um tema musical realizado a partir de uma variação da música escrita por Danny Elfman para o filme Batman de Tim Burton e Batman Returns; mais tarde os episódios da série exibiram um novo tema com um estilo semelhante ao de Shirley Walker. A trilha sonora da série foi influenciada por Elfman e pelo trabalho de Walker sobre o Batman e Batman Returns, além de canções da década de 1940.
O programa alcançava o público adulto, divergindo do foco dos anteriores que mostravam um típico herói de desenho animado. Em sua constante busca para tornarem o visual do desenho mais sombrio, os produtores atingiram os limites da ação animada: foi o primeiro desenho animado em anos que mostrou armas de fogo em vez de fantasiosas armas laser (embora apenas um personagem tenha sido mostrado como realmente atingido por um tiro: o Comissário Gordon, no episódio "Eu sou a Noite". Ele foi visto ferido após o término do tiroteio). Batman somente trocava socos e pontapés com os antagonistas, bem como a existência de sangue era quase nula, além disso, muitos fundos apareciam em painéis pretos. O visual e a combinação de imagens similares aos dos filmes com o visual artístico art deco, que resultou na escolha de um escuro esquema de cores, foi batizado de "Dark Deco" pelos produtores. Timm e Radomski declararam encontrar resistência por parte de executivos do estúdio, mas o sucesso do primeiro filme de Burton permitiu que o projeto sobrevivesse o suficiente a ponto de se conseguir realizar um episódio piloto, "Asas de Couro".

## Recepção crítica
A série rapidamente recebeu ampla aclamação pelo seu estilo visual e animação madura e instantaneamente se tornou um hit. Fãs de uma ampla faixa etária elogiaram o desenho, o tom cinematográfico e as histórias. A voz de Batman no seriado, Kevin Conroy, utilizava duas entonações distintas que diferenciavam Bruce Wayne e Batman, assim como Michael Keaton tinha feito nos filmes. A série também apresentou um elenco de dubladores que incluiu grandes atores dando vozes aos vários vilões clássicos, principalmente Mark Hamill, que estabeleceu uma nova carreira para si próprio na indústria da animação, com a sua interpretação "palhaça" ao retratar o Coringa. As sessões foram gravadas com os atores juntos em um estúdio, como um programa de rádio, ao contrário dos outros filmes animados, no qual os principais atores gravavam as vozes separadamente e nunca se encontravam. Segundo alguns, foi um benefício para o desenho como um todo, possibilitando aos atores "reagirem" a outra voz, em vez de simplesmente "lerem as palavras".
O site da web IGN chamou "Batman: A Série Animada" de série de televisão com a segunda melhor animação de todos os tempos, "Wizard Magazine" também classificou-o em 1.º entre os melhores shows animados da TV de todos os tempos. O site "CraveOnline" deu 2.º lugar entre seus Top 5 melhores desenhos animados de super-heróis, atrás apenas do desenho dos anos 1940 "Superman" da Fleischer Studios.
Se o estilo de desenho da série e o tratamento do herói foram baseado em filmes de Tim Burton no Batman de 1989 e na série "Superman" da Fleischer Studios, tratamento de aliados e dos vilões se aproximou dos quadrinhos do anos 70; arcos adaptados do HQ do "Batman" onde escritores tais como Dennis O'Neil e Steve Englehart redefiniram e inseriram acentuadas características.
Alguns episódios da série, como "Nada a temer", "A busca do demônio", "Duas Caras", "Peixes Risonhos" e etc. são consideradas fiéis e praticamente definitivas do herói de histórias em quadrinhos, àquela época. Ao mesmo tempo, episódios como '"Coração de Gelo", revisaram a versão original das séries sobre Batman, além de receber um prêmio Emmy Awards, reinventando o caráter de Senhor Frio, deixando para trás sua imagem de quadrinhos de vilão obcecado com o frio a fim de transformá-lo em um grave e trágico supervilão. Mesmo ocorreu com "O Ajuste de Contas de Robin", com 2 partes e vencedor do prêmio Emmy em 1993, capítulo que é considerado uma das histórias mais maduras e icônicas sobre a origem de Dick Grayson (Robin, que em As Novas Aventuras de Batman, se torna Asa Noturna).

## Novos episódios
Após 85 episódios terem sido apresentados no canal Fox, surgiram outras séries para a rede de televisão Kids WB! e também a YTV. Houve rumores de que o programa se chamaria Batman: O Cavaleiro de Gotham, porém, apenas recentes produções para novos episódios receberam esse título, seguidas das revistas em quadrinhos que se basearam nessa versão e foram chamadas Batman: Aventuras de Gotham. Reapresentações de As Novas Aventuras de Batman no Cartoon Network foram misturadas com os episódios de Batman: A Série Animada usando a mesma abertura.
Os produtores sempre afirmaram que o desenho é uma continuação de "Batman: A Série Animada", com apenas 2 anos de diferença entre o episódio 85 da série animada e o primeiro episódio da versão atualizada. Entretanto, os episódios de As Novas Aventuras do Batman têm diferenças significativas o suficiente para que muitos fãs os considerem programas distintos. A aparência das personagens mudou bastante, indo além do jeito estilizado dos episódios originais. Também houve algumas trocas nas vozes dos atores. Batgirl veio a se tornar uma personagem de mais destaque e deixou de ser dublada por Melissa Gilbert.
O novo desenho animado foi lançado juntamente com a série em 1996: Superman: The Animated Series em um mesmo conjunto, conhecido como "As novas aventuras de Batman e Superman" ("The New Batman/Superman Adventures").
Em alguns países, a questão dos episódios de The New Batman Adventures combinado com o de "Batman: A Série Animada" usando a mesma sequência introdutória, o que fez com que alguns listassem como uma única série ao invés de duas.
Em 1999 o desenho animado gerou continuações e reformações, como "Batman Beyond" (1999–2001), em seguida, com "Static Shock" (2001–2004), "Projeto Zeta" (2001–2002), "Liga da Justiça" (2001–2004) e "Liga da Justiça Sem Limites" (2004–2006). Posteriormente, continuam surgindo desenhos animados, produzido pelos supervisores.

### Ordem da cronologia das séries do Warner Bros. Animation/Universo Animado DC (1992–2006)
| Seriado                                                      | Episódios                | Ano                 |
| ------------------------------------------------------------ | ------------------------ | ------------------- |
| Batman: A Série Animada                                      | 65                       | 1992–1993 (ou 1995) |
| As Aventuras de Batman e Robin                               | 20 (episódio 66 até 85)  | 1994-1995           |
| Superman: A Série Animada                                    | 54                       | 1996-2000           |
| The New Batman Adventures (br: As Novas Aventuras do Batman) | 24 (episódio 86 até 109) | 1997-1999           |
| Batman do Futuro                                             | 52                       | 1999-2001           |
| Static Shock (br: Super Choque)                              | 52                       | 2001-2004           |
| Projeto Zeta                                                 | 26                       | 2001-2002           |
| Liga da Justiça (en: Justice League)                         | 52                       | 2001-2004           |
| Liga da Justiça Sem Limites (en: Justice League Unlimited)   | 39                       | 2004-2006           |

## Elenco
- Kevin Conroy como Bruce Wayne/Batman.[18]
- Efrem Zimbalist Jr. como Alfred Pennyworth.[18]
- Bob Hastings como Commissário James Gordon.[18]
- Loren Lester como Richard 'Dick' Grayson/Robin.[18]
- Mark Hamill como Joker.[18]
- Adrienne Barbeau como Selina Kyle/Mulher-Gato.[18]
- Paul Williams como Oswald Cobblepot/Pinguim.[18]
- Richard Moll como Harvey Dent/Duas-Caras.[18]
- Ron Perlman como Matthew Hagen/Cara-de-Barro.[18]
- Edward Asner como Roland Daggett.[18]
- Michael Ansara como Victor Fries/Senhor Freeze.[18]
- Robert Costanzo como detetive Harvey Bullock.[18]
- Diane Pershing como Pamela Isley/Hera Venenosa.[18]

## Características
Novos vilões como Garra Vermelha, o ninja Kyodai Ken, Tygrus, e o Rei dos Esgotos foram introduzidos especialmente para a série, mas tiveram passagem apagada. Muito mais bem sucedida foi a introdução de Arlequina, a capanga de Coringa, além da policial Renee Montoya, e o Carcereiro, todos os dos quais se tornaram personagens da banda desenhada.
Além de criar personagens que passaram para os quadrinhos da DC Comics, algumas das interpretações da série sofreram revisão também. Senhor Frio foi desenvolvido para a série com uma "história trágica", o que foi bem aceito pela crítica; Cara de Barro foi revisto para ser se tornar uma amálgama dos vários personagens com esse nome; Hera Venenosa assumiu a cor da pele ligeiramente sóbria que recebeu nos últimos episódios e Duas-Caras vestindo um terno preto e branco tornou-se sua aparência comum.
O Fantasma e o enredo do filme Batman: A Máscara do Fantasma foram baseadas a partir do que Mike Barr escreveu na história "Batman: Ano Dois", que decorreu em Detective Comics #575-578 no final dos anos 1980. Nas história em quadrinhos o vilão era chamado Reaper (chamado originalmente). Embora alguns personagens como Vertigem, e o Rei dos Relógios tenham sido adaptados a partir da história em quadrinhos, foram modificados em traje e personalidade.
Todos os personagens receberam uma atualização em The New Batman Adventures, com figurinos, vozes e trejeitos suavizados. Visualmente, o desenho aumentou a nitidez.

### Bruce Wayne
Uma das mais notáveis mudanças feitas foi no tratamento do alter ego do Batman, Bruce Wayne.
Em quase todos os outros meios de comunicação, incluindo HQs, televisão e filmes, Bruce é mostrado deliberadamente desempenhando a sua imagem de um brilhante bilionário playboy. Na série animada, seu personagem é tratado com maior seriedade, mostrado com mais assepsia, uma pessoa inteligente que participa ativamente da gestão das Empresas Wayne, sem comprometer a sua identidade secreta.

### Dick Grayson
Outra mudança importante foi a redefinição do personagem Dick Grayson.
Richard "Dick" Grayson foi o primeiro ajudante do Homem-Morcego. O primeiro Robin. Embora grande parte do passado de Dick tenha permanecido o mesmo dos quadrinhos, uma de suas marcas, seu traje de Robin, criado ainda nos anos 1940 e tido como "não másculo" ou ridículo por causa da sunga verde com escamas, deixando as pernas de fora, além das cores berrantes, camisa vermelha, sunga verde e capa amarela - o que diretamente contrastava com o traje soturno do Batman, foi atualizado para os anos 1990. Esse novo uniforme, mais moderno, com calça comprida vermelha e capa revestida com um material chamado kevlar - de cor preta, por cima mantendo a cor original amarela por baixo - amenizava o colorido. Esse uniforme era praticamente o mesmo criado para o 3.º Robin, Timothy "Tim" Drake, nos quadrinhos. Ou seja, nas HQ's, o uniforme que vemos Grayson usar nesta série animada, foi Drake quem usou.
A personalidade de Grayson foi modificada para que coincidisse com a que seu alter ego, o Asa Noturna, tinha à época. E ela seria a que Wayne havia forjado nele, uma mente mais analiticamente detetivesca, mais madura e próxima da personalidade do Batman e da proposta da série animada: ser uma série mais escura/sombria como o mundo do personagem Batman era nos quadrinhos.
O episódio Batgirl Returns mostra que Grayson e Barbara Gordon frequentaram a mesma faculdade e sugere uma atração mútua (bastante romântica) entre eles, contudo, nenhum deles sabe que o outro é secretamente Robin e Batgirl, respectivamente (apesar de terem agido juntos no episódio Shadow of the Bat). O relacionamento deles é um dos elementos do enredo do telefilme Batman & Mr. Freeze: SubZero.

## Adaptações
O seriado também apresentou inúmeras adaptações de quadrinhos de Batman em vários arcos de histórias ao longo dos anos quando o desenho animado foi produzido. Os seguintes episódios que eram adaptações foram:
- "Duas Caras" se baseia tanto na Detective Comics N.º 66 (1942) de Bill Finger, como em "O Olho do Observador" (Batman Anual N.º 14, 1990) de Andrew Helfer.
- "A Conspiração da Capa e do Capuz" (The Cape And Cowl Conspiracy) foi uma adaptação de "The Cape and Cowl Death Trap!" a partir de Detective Comics #450, de Agosto de 1975, escrito por Elliot S. Maggin.
- "O Estranho Segredo de Bruce Wayne" (The Strange Secret of Bruce Wayne) foi baseado em histórias de quadrinhos do "The Dead Yet Live" e "I Am the Batman!" a partir de Detective Comics #471 e #472, de Agosto/Setembro de 1977 por Steve Englehart.
- "Sonhos na Escuridão" (Dreams in Darkness) é derivado de um romance gráfico intitulada "The Last Arkham".
- "A Lua do Lobo" (Moon of the Wolf) é baseado na história da banda desenhada pelo escritor Len Wein de Batman #255, de Abril de 1974.
- "Fora de Controle" (Off-Balance) é uma adaptação direta de Batman: Into the Den of the Death-Dealers" de Detective Comics # 411, Maio de 1971 por Dennis O'Neil, famoso pela primeira aparição de personagem Talia al Ghul.
  - Também é uma adaptação direta do episódio de duas partes "The Demon's Quest", baseado em "Daughter of the Demon" de Batman #232, de Junho de 1971, e "The Demon Lives Again" Batman #244, de Setembro de 1972, também por Dennis O'Neil. Famoso pela introdução de um inimigo mordaz; Ra's Al Ghul, pai de Talia.
- O episódio "Os Peixes Risonhos" (The Laughing Fish) foi baseado em três quadrinhos de Batman, misturados entre si: "The Joker's Five-Way Revenge" (Batman#251, setembro de 1973, de Dennis O'Neil com a arte de Neal Adams), seguido por "The Laughing Fish" e "Sign of the Joker!" (Detective Comics#475 e #476, de fevereiro / março de 1978, de Steve Englehart com a arte de Marshall Rogers). Durante um podcast na Comic Con em 2007, Paul Dini explicou que a razão do episódio ter combinado essas histórias, foi porque os criadores da história não podiam adaptá-las separadamente, uma vez que seu conteúdo temático e elementos não teria sido autorizados pela censura.
- A parte 1 de "O Ajuste de Contas de Robin" (Robin's Reckoning) foi baseado a partir de Detective Comics #38, de Junho de 1940.
- "Uma bala para Bullock" (A Bullet For Bullock) baseia-se na banda desenhada com o mesmo nome de Detective Comics #651, de Outubro de 1992, por Chuck Dixon.
- "Os Milhões do Coringa" (Joker's Millions) de The New Batman Adventures foi baseado em Detective Comics #180 em Fevereiro de 1952.
- O filme Batman: A Máscara do Fantasma é também uma adaptação. Os flashbacks do filme foram inspiradas por Batman: Ano Um e a personagem Andrea Beaumont e o Fantasma foram inspirados por Batman: Ano Dois.